# Pterolophia dalbergicola
Pterolophia dalbergicola là một loài bọ cánh cứng trong họ Cerambycidae.